# Villa Algarotti-Berchet
Villa Algarotti, Berchet, Marcello è una villa veneta di Carpenedo (periferia nord di Mestre) nel Comune di Venezia affacciata al lato orientale del Terraglio.

## Storia
Costruita nel 1740, fu ricavata da un casino secentesco acquistato nel 1718 dal padre dei committenti, i fratelli Francesco e Bonomo Algarotti, l'uno noto letterato, l'altro uomo d'affari. Ai tempi della rivoluzione francese ospitò vari esuli tra cui alcuni membri della famiglia Polignac. Nel 1805, vi soggiornò per una notte il generale Andrea Massena e, nel 1810, fu residenza del governatore militare francese di Venezia, il gen. Jacques François Menou, che qui morì. Durante i moti del 1848/9 fu occupata dagli Austriaci e ospitò il generale Mitis nel giorno della sortita di Forte Marghera (27 ottobre 1848). Durante la terza guerra di indipendenza divenne il comando del gen. Efisio Cugia e vi fu firmato l'accordo che stabiliva la linea armistiziale intorno a Venezia. Di proprietà della famiglia Berchet dal 1858, ospitò fino alla morte (1913) il patriota e storico veneziano Guglielmo Berchet. Durante la prima guerra mondiale, fu adibita ad ospedale della Croce Rossa Americana; fu poi ceduta ai Marcello, nel 1922 fu sede del comando fascista nei giorni della marcia su Roma. Occupata da truppe tedesche nel 1943, nel secondo dopoguerra fu acquistata dalla Montevecchio, azienda del gruppo Montedison. Nel 1969 fu venduta alle figlie di San Giuseppe che la adibirono a scuola, funzione che svolge tutt'oggi.
Altri ospiti illustri furono il cardinale César-Guillaume de La Luzerne (1811), Edmondo De Amicis (1866) ed Ernest Hemingway (1918).

## L'edificio
La costruzione si discosta dallo schema tipico delle ville venete e il suo sviluppo, prevalentemente orizzontale, ricorda piuttosto i casoni rurali. In effetti, presenta solo un piano rialzato e un sottotetto. Su ogni lato è presente una facciata: più interessante quella che dà sul giardino, costituita da elementi con mattoni a vista che creano un certo contrasto. L'interno si articola in una grande sala che conserva busti classici, vasi e affreschi, questi ultimi attribuiti a Giovanni Battista Crosato. Notevole anche la scuderia, simile a un tempietto (in quanto in origine oratorio) e decorata da bassorilievi attribuiti ad Antonio Bonazza. La cappella dà invece sul Terraglio.
Nel parco sorge un padiglione circolare, affiancato da due statue del Bonazza e ora è adibito ad abitazione privata. Tale parco che un tempo era molto più vasto, arrivando a lambire le attuali via trezzo e via del tinto, fu, verso la fine degli anni 60 del XX secolo, in buona parte distrutto per consentire la costruzione dell'attuale Villaggio Sartori e della chiesa della SS. Trinità di Mestre. Il complesso risente anche della vicinissima tangenziale.

## Fonti
- Paolo Borgonovi, Villa Berchet. Storia e segreti, Centro Studi Storici di Mestre, Mestre 2008
- Villa Algarotti[collegamento interrotto] nel sito dell'Associazione Amici delle Arti di Mestre e della Terraferma